# Jésus Etcheverry
Jésus Etcheverry (né le 14 novembre 1911 à Bordeaux et mort le 12 janvier 1988 à Paris, inhumé en Corse) est un chef d'orchestre français.

## Biographie
D'une famille originaire du Pays basque, il étudie le violon tout en travaillant dans divers orchestres pour payer ses leçons. À vingt ans à peine, il est engagé comme violon solo dans l'Orchestre symphonique de Casablanca au Maroc, puis devient professeur au Conservatoire de musique de cette même ville.
Durant la guerre 1939-45, mobilisé sur place, il profite du repli de plusieurs chanteurs d'opéra au Maroc pour organiser une saison lyrique. Le chef choisi étant jugé insuffisant, il prend alors la relève ; le succès est tel qu'il n'abandonnera plus la baguette de chef.
La guerre finie, il rentre en France et est nommé, en 1947, directeur artistique de l'Opéra de Nancy. Il y restera dix ans, assurant parallèlement les saisons estivales de Luchon, Enghien et Angoulême.
De 1957 à 1972, il est premier chef à l'Opéra-Comique. De 1966 à 1972, il dirige aussi au Palais Garnier. En 1972, il prend la direction musicale de l'Opéra de Nantes. De 1977 à 1979, il est directeur de la musique au Théâtre de Nancy. 
Ses activités françaises ne l'empêchent pas de poursuivre une carrière de chef invité à l'étranger, notamment en Allemagne, Suisse, Italie, Espagne et Angleterre, où il dirige les ouvrages français.
Parmi les créations mondiales dont il a assuré la direction : Le fou de Marcel Landowski, Thyl de Flandres de Chailley, Le Chevalier de neige, livret de Boris Vian, musique de Georges Delerue.

## Discographie sélective
- 1959 - Le Barbier de Séville (Gioacchino Rossini), avec Robert Massard, Alain Vanzo, Renée Doria, Julien Giovannetti, Adrien Legros, Chœur et Orchestre de Paris, dir. Jésus Etchéverry. Orphée LDO 50.007, Orphée STE 50.007, Orphée E 51.007, Orphée E 61.005, Vogue LDM 30134, Mode CMDINT 9495
- 1960 - Hérodiade (Jules Massenet), avec Robert Massard, Adrien Legros, Michele Le Bris, Denise Scharley, Guy Chauvet, Orchestre Lyrique de Paris, dir. Jésus Etchéverry, Véga « Polaris » L 80.003, Véga « Polaris » L 90.003, Accord 204 272
- 1961 - Thaïs (Jules Massenet), avec Renée Doria, Janine Collard, Françoise Louvay, Robert Massard, Michel Sénéchal, Gérard Serkoyan, Jacques Scellier, Pierre Giannotti, Chœur et Orchestre de Paris, dir. Jésus Etchéverry, Véga VAL 22, Decca « Ace of Diamonds » GOSR 639-641, Westminster XWN 2236 (USA), Westminster WST 236 (USA), Accord ACC 150026, Accord 149179 (2 CD), Accord 476 142-2 (2 CD)
- 1961 - Rigoletto (Giuseppe Verdi), avec Renée Doria, Denise Scharley, Agnès Adam, Micheline Dupré, Robert Massard, Alain Vanzo, Adrien Legros, Jean-Pierre Laffage, Camille Rouquetty, Michel Forel, Jacques Scellier, Pierre Gianotti, Martine Dupuy, Chœur et Orchestre, dir. Jésus Etchéverry, Véga VAL 21, Philips 456 598-2 (1997), Allegro Corporation, 1 CD
- 1961 - Werther (Jules Massenet), avec Guy Chauvet, Denise Scharley, Robert Massard, Chœur et Orchestre de Paris, dir. Jésus Etchéverry, Véga L 80.006
- 1962 - Mireille (Charles Gounod), avec Renée Doria, Solange Michel, Christiane Stutzmann, Agnès Noël, Michel Sénéchal, Robert Massard, Adrien Legros, Julien Thirache, Claude Genty, Aimé Doniat, Chœur et Orchestre de Paris, dir. Jésus Etchéverry, Véga 8046-8048, Accord ACC 150027 (1982), Accord 149527 (2 CD), Accord 472 145-2 (2 CD), ACCORD 4721452, 728311, distr. Universal Music, 2 CD
- 1965 - Les Contes d'Hoffmann (Jacques Offenbach), avec Albert Lance, Mady Mesplé, Suzanne Sarroca, Andrea Guiot, Julien Giovannetti, Robert Massard, Gabriel Bacquier, Yves Bisson, Solange Michel, Gérard Serkoyan, Chœur et Orchestre de Paris, dir. Jésus Etchéverry, Mondiophone MSA 7002, Adès C 8002
- 1975 - Les Pêcheurs de perles (Georges Bizet), avec Renée Doria, Alain Vanzo, Robert Massard, Jacques Scellier, Chœurs et Orchestre de Paris, dir. Jésus Etchéverry, Orphée E 51.016 (mono, 1961), Orphée E 61.016 (stereo, 1961), Vogue LDM 30127, VG 671, Mode CMDINT 9494, Serie Contrepoint Lyrique, 1 CD
- 1976 Marouf d'Henri Rabaud
- Faust (Charles Gounod), avec Alain Vanzo, Adrien Legros, Renée Doria, Robert Massard, Françoise Louvay, Chœur et Orchestre de Paris, dir. Jésus Etchéverry, Véga 10.135, Philips 456 602-2

## Sources
- Alain Pâris, Le dictionnaire des interprètes, Robert Laffont, 1989.  (ISBN 2-221-06660-X)
- Edmond Cardoze, Musique et musiciens en Aquitaine, Aubéron, 1992.  (ISBN 2-908650-08-8)